# Dies festius a Grenlàndia
Aquesta és la llista dels dies festius a Groenlàndia.

## Dies festius
| Data                                             | Nom en català         |
| ------------------------------------------------ | --------------------- |
| 1 de gener                                       | Cap d'any             |
| 6 de gener                                       | Epifania              |
| Març o abril                                     | Dijous Sant           |
| Març o abril                                     | Divendres Sant        |
| Març o abril                                     | Dilluns de Pasqua     |
| Abril o maig (quart divendres després de Pasqua) | Dia d'Oració Comuna   |
| Maig o juny                                      | Ascensió              |
| Maig o juny                                      | Dilluns de Pentecosta |
| 21 de juny                                       | Ullortuneq            |
| 24 de desembre                                   | Nit de Nadal          |
| 25 de desembre                                   | Nadal                 |
| 26 de desembre                                   | Sant Esteve           |
| 31 de desembre                                   | Nit de cap d'any      |